# خانه حسین مؤمنی
خانه حسین مؤمنی مربوط به اواخر دوره قاجار است و در شیراز، محله سنگ سیاه، کوچه مسجد علی، پلاک ۸۱ واقع شده و این اثر در تاریخ ۱۰ خرداد ۱۳۸۲ با شمارهٔ ثبت ۸۶۷۳ به‌عنوان یکی از آثار ملی ایران به ثبت رسیده است.